# Zwinglis Erbe
Zwinglis Erbe ist ein Schweizer Spielfilm über die Lebensgeschichte des Zürcher Reformators Huldrych Zwingli.

## Handlung
Während Heinrich Bullinger und Leo Jud auf Nachricht von Huldrych Zwingli aus der blutigen Schlacht bei Kappel am Albis warten, erfährt der junge Bullinger von Jud, wie es überhaupt so weit kommen konnte: Als Zwingli nämlich in Zürich als Priester zu predigen beginnt, ergreift ihn die Pest. Dem sicheren Tod ins Auge blickend, trägt ihn Gottes Wort durch und er überlebt. Ermutigt und bestärkt stellt Zwingli mit der Bibel in der Hand Zürich auf den Kopf.
Mit dem Wunsch, die Bibel den Menschen verständlich zu machen, beginnt Zwingli mit seinen Freunden das Buch in die Volkssprache zu übersetzen. Dabei jedoch nimmt der Widerstand – sogar aus dem engsten Freundeskreis – immer mehr zu.

## Hintergrund
Zwinglis Erbe ist das grösste Filmprojekt von Eutychus Production, einem Team von Filmfreaks, die unter gleichem Namen einen Kanal auf YouTube betreiben. Das Trio besteht aus Alex Fröhlich (Master in Germanistik und Geschichte aus Zürich), Micha Kohli (Jugendpastor in Zürich) und Oskar Fröhlich (Kaufmann und Theologiestudent am SBT Beatenberg).
Der Film finanzierte sich vollständig durch ein Crowdfunding und wurde anlässlich des 500-Jahr-Jubiläums der Zürcher Reformation produziert.